# 海洋縣
海洋縣（英語：Ocean County）是美国新泽西州東部的一個縣，東臨大西洋，面積2,372平方公里。根據2020年美國人口普查，共有人口63萬7,229人。縣治湯姆斯河（Toms River）。該縣成立於1850年2月15日，縣名來自大西洋。